# فلاديمير ليبيديف
فلاديمير ليبيديف (بالروسية: Лебедев, Владимир Иванович)‏ (و. 1883 – 1956 م) هو كاتب، وصحفي، من الإمبراطورية الروسية، ولد في روستوف-نا-دونو، توفي في مدينة نيويورك، عن عمر يناهز 73 عاماً.